# Snježana Kulešević-Souček
Snježana Kulešević-Souček je hrvatska književnica iz Vojvodine. Pisala je pjesme.
U svojim pjesmama ima suvremeni, moderni pjesnički izraz i oblik.